# 726 Джоелла
726 Джоелла (726 Joëlla) — астероїд головного поясу, відкритий 22 листопада 1911 року.
Тіссеранів параметр щодо Юпітера — 3,326.